# Boarmia eosaria
Boarmia eosaria là một loài bướm đêm trong họ Geometridae.